# Antho paradoxa
Antho paradoxa är en svampdjursart som först beskrevs av Babic 1922.  Antho paradoxa ingår i släktet Antho och familjen Microcionidae. Inga underarter finns listade i Catalogue of Life.